# Матч всех звёзд Единой лиги ВТБ 2019
Матч всех звёзд Единой лиги ВТБ 2019 — показательная баскетбольная игра, которая была проведена в Москве во дворце спорта «ВТБ Арена» 17 февраля 2019 года. Эта игра стала третьим матчем всех звёзд в истории Единой лиги ВТБ. Помимо самой главной игры, в которой сошлись «Звезды России» и «Звезды Мира», были проведены матч знаменитостей, игра молодых звёзд, конкурсы по броскам сверху и состязание 3-очковых бросков.

## Игра
В матче встречались игроки, выступающие в турнире Единой лиги ВТБ 2018/19: россияне («Звезды России») и легионеры («Звезды Мира»). Составы команд определялись голосованием болельщиков и анкетированием СМИ, в котором приняли участия 20 изданий. Составы команд формировались в соответствии со следующими правилами:
- Каждая команда должна состоять из 12 игроков — 6 игроков задней линии и 6 представителей передней;
- В каждой команде есть 2 wild card-места от Лиги;
- В каждой команде не должно быть более 2 игроков из одного клуба (без учёта wild card).

Главным тренером команды «Звезды России» был выбран тренер клуба «Енисей» Олег Окулов, а главным тренером команды «Звезды Мира» — тренер команды «УНИКС» Димитрис Прифтис, которые и выбирали стартовые пятёрки своих команд из списка игроков.

### Составы
| Поз.                    | Игрок                   | Команда          | Всего голосов |              |
| Задняя линия            | Задняя линия            | Задняя линия     | Задняя линия  | Задняя линия |
| ----------------------- | ----------------------- | ---------------- | ------------- | ------------ |
| АЗ                      | Алексей Швед3INJ        | Химки            | 20            |              |
| АЗ                      | Никита Михайловский3REP | Автодор          | 3             |              |
| АЗ                      | Дмитрий Кулагин         | Локомотив-Кубань | 19            |              |
| РЗ                      | Иван Стребков           | Нижний Новгород  | 10            |              |
| АЗ                      | Виталий Фридзон         | Локомотив-Кубань | 10            |              |
| АЗ                      | Евгений Воронов         | Зенит            | 9             |              |
| Передняя линия          |                         |                  |               |              |
| ТФ                      | Джоэль Боломбой         | ЦСКА             | 18            |              |
| ЛФ                      | Сергей Карасёв1INJ      | Зенит            | 17            |              |
| ЛФ                      | Сергей Моня1REP         | Химки            | 6             |              |
| ТФ                      | Артём Забелин           | Автодор          | 17            |              |
| ТФ                      | Андрей Воронцевич       | ЦСКА             | 13            |              |
| Ц                       | Артём Клименко          | УНИКС            | 13            |              |
| Wild-Card               |                         |                  |               |              |
| ТФ                      | Никита Курбанов         | ЦСКА             | —             |              |
| АЗ                      | Дмитрий Хвостов         | Локомотив-Кубань | 8             |              |
| Гл. тренер: Олег Окулов |                         |                  |               |              |

| Поз.                         | Игрок                | Команда          | Всего голосов |              |
| Задняя линия                 | Задняя линия         | Задняя линия     | Задняя линия  | Задняя линия |
| ---------------------------- | -------------------- | ---------------- | ------------- | ------------ |
| АЗ                           | Нандо Де Коло5INJ    | ЦСКА             | 16            |              |
| АЗ                           | Джамар Смит          | УНИКС            | 15            |              |
| РЗ                           | Энтони Клеммонс      | Астана           | 14            |              |
| РЗ                           | Кендрик Перри        | Нижний Новгород  | 10            |              |
| РЗ                           | Серхио Родригес      | ЦСКА             | 9             |              |
| Передняя линия               |                      |                  |               |              |
| ЛФ                           | Перрин Бьюфорд       | Автодор          | 18            |              |
| Ц                            | Джален Рейнольдс4INJ | Зенит            | 17            |              |
| Ц                            | Янари Йыэсаар4REP    | Калев            | —             |              |
| ТФ                           | Джордан Мики         | Химки            | 15            |              |
| АЗ                           | Энтони Гилл2INJ      | Химки            | 14            |              |
| ЛФ                           | Дорелл Райт2REP      | Локомотив-Кубань | 6             |              |
| ЛФ                           | Морис Ндур6INJ       | УНИКС            | 8             |              |
| Ц                            | Кайл Хайнс5REP       | ЦСКА             | —             |              |
| Wild-Card                    |                      |                  |               |              |
| АЗ                           | Д’Анджело Харрисон   | Енисей           | 7             |              |
| ЛФ                           | Рашард Келли         | Парма            | 4             |              |
| Гл. тренер: Димитрис Прифтис |                      |                  |               |              |

↑  Сергей Карасёв пропустил матч из-за травмы.

↑  Сергей Моня заменил Сергея Карасёва.

↑  Энтони Гилл пропустил матч из-за травмы.

↑  Дорелл Райт заменил Энтони Гилла.

↑  Алексей Швед пропустил матч из-за травмы.

↑  Никита Михайловский замел Алексея Шведа.

↑  Джалена Рейнольдс пропустил матч по семейным обстоятельствам.

↑  Янари Йыэсаар заменил Джалена Рейнольдса.

↑  Нандо Де Коло пропустил матч из-за травмы.

↑  Кайл Хайнс заменил Нандо Де Коло.

### Матч
| 17 февраля 2019 17:00 | Протокол | Звёзды России              | 115:118  | Звёзды Мира                         | ВТБ Арена, Москва Зрителей: 11 701 Судьи: Олег Латышев Якуб Замойски Семён Овинов |
| 17 февраля 2019 17:00 | Протокол | 33:36, 33:27, 23:31, 26:24 |          |                                     | ВТБ Арена, Москва Зрителей: 11 701 Судьи: Олег Латышев Якуб Замойски Семён Овинов |
| 17 февраля 2019 17:00 | Протокол | Андрей Воронцевич 30       | Очки     | Дорелл Райт, Серхио Родригес по 20  | ВТБ Арена, Москва Зрителей: 11 701 Судьи: Олег Латышев Якуб Замойски Семён Овинов |
| 17 февраля 2019 17:00 | Протокол | Никита Курбанов 10         | Подборы  | Кайл Хайнс 9                        | ВТБ Арена, Москва Зрителей: 11 701 Судьи: Олег Латышев Якуб Замойски Семён Овинов |
| 17 февраля 2019 17:00 | Протокол | Дмитрий Кулагин 10         | Передачи | Серхио Родригес, Кендрик Перри по 5 | ВТБ Арена, Москва Зрителей: 11 701 Судьи: Олег Латышев Якуб Замойски Семён Овинов |

Самым ценным игроком матча был признан Серхио Родригес, который набрал 20 очков и отдал 5 передач.

## Конкурс трёхочковых бросков
В конкурсе трёхочковых бросков участвуют представители команд Единой лиги ВТБ в сезоне-2018/19.
| Поз. | Игрок            | Команда          | Рост   | Вес    | %     |
| ---- | ---------------- | ---------------- | ------ | ------ | ----- |
| З    | Артис Ате        | ВЭФ              | 192 см | 88 кг  | 38,2% |
| ЛФ   | Кристиан Китсинг | Калев            | 205 см | 107 кг | 50,0% |
| ЛФ   | Дорелл Райт      | Локомотив-Кубань | 206 см | 93 кг  | 41,7% |
| АЗ   | Виталий Фридзон  | Локомотив-Кубань | 195 см | 85 кг  | 49,1% |

### Финальный раунд
| Поз. | Игрок           | Команда          | Счёт |
| ---- | --------------- | ---------------- | ---- |
| АЗ   | Виталий Фридзон | Локомотив-Кубань | 17   |
| ЛФ   | Дорелл Райт     | Локомотив-Кубань | 11   |

Победителем стал Виталий Фридзон, который получил в награду 500 000 рублей от компании «Фонбет».

## Конкурс слэм-данков
В конкурсе  по броскам сверху участвуют представители команд Единой лиги ВТБ в сезоне-2018/19.
| Поз. | Игрок                | Команда         | Рост   | Вес    |
| РЗ   | Вячеслав Зайцев      | Химки           | 190 см | 87 кг  |
| АЗ   | Янари Йоэсаар        | Калев           | 198 см | 93 кг  |
| АЗ   | Виталий Лютыч        | Цмоки-Минск     | 198 см | 90 кг  |
| Ц    | Джален Рейнольдс1OUT | Зенит           | 208 см | 105 кг |
| Ц    | Кендрик Перри1REP    | Нижний Новгород | 184 см | 82 кг  |
| ---- | -------------------- | --------------- | ------ | ------ |

↑  Джален Рейнольдс не примет участие в конкурсе по семейным обстоятельствам.

↑  Кендрик Перри заменил в конкурсе Джалена Рейнольдса.

В финале конкурса Вячеслав Зайцев по оценкам жюри победил Кендрика Перри и получил в качестве приза 500 000 рублей.